# Marcipa rougeoti
Marcipa rougeoti är en fjärilsart som beskrevs av Jean Pelletier 1974. Marcipa rougeoti ingår i släktet Marcipa och familjen nattflyn. Inga underarter finns listade i Catalogue of Life.